# Касарна Наполеон
Касарна Наполеон је једна од најстаријих касарни у Паризу. Налази се у 4. арондисману.

## Ситуација
Касарна је разграничена:
- на северу улицом Риволи
- на истоку тргом Бајодер
- на југу улицом Францис Мироном
- на западу улицом Лобу

## Историја
Након Француске револуције 1848. треће по реду Паризу, која је избила у фебруару поменуте године, Наполеон III Бонапарта одлучио је 1949. године да изгради касарну како би осигурао Париз. 
Изградња зграде започиље 1852. године по плану инжењерског капитена Гијемана и завршена је 1854. године. Град Париз 1908. године стече део зграде а 2010. француска гарда напушта зграду у којој је била дуг низ година. Данас је користи одељење за превенцију, безбедност и заштиту.